# 沙依岸勿剎
沙依岸勿剎（印尼語：Sajingan Besar）通稱沙依岸，是印度尼西亞西加里曼丹省三發縣下轄的一個鎮，位於該縣東部，為印度尼西亞與馬來西亞之間的一個邊境城鎮，亞祿邊界過境站坐落此鎮的斯武芽村。全鎮面積佔1,391.20平方公里，為三發全縣面積最大的行政區域，東邊與馬來西亞砂拉越州古晉省倫樂縣接壤，東南邊與孟加影縣耶蓋峇邦鎮相鄰，南接斯影拱鎮，西鄰加靈鎮，西北連巴羅鎮，東北邊與馬來西亞砂拉越州古晉省倫樂縣三馬丹副縣接壤。

## 人口
沙依岸勿剎全鎮人口為10,177人，其中以達雅族為主，還有馬來族次之。

## 行政區劃
1996年沙依岸勿剎鎮由斯影拱鎮分出，此鎮劃分為5個村。
1. 加寮村
2. 山打萬村
3. 斯武芽村
4. 斯那答村
5. 雙溪勿寧村